# Slammiversary (2008)
Slammiversary VI ou (2008) est un pay-per-view de catch organisé par la fédération Total Nonstop Action Wrestling. C'est le sixième évènement dans la liste des PPV TNA 2008. Il s'est déroulé le 8 juin 2008 dans le DeSoto Civic Center, à Southaven dans le Mississippi. C'était la quatrième édition de Slammiversary qui s'est déroulé. Slammiversary fait partie des trois Pay Per View les plus populaires de la TNA avec Bound for Glory et Lockdown. Ce Pay Per View a fêté le 6e anniversaire de la Total Nonstop Action Wrestling d'où son nom Slammiversay=Anniversary (Anniversaire)

## Contexte
Les spectacles de la Total Nonstop Action Wrestling en paiement à la séance sont constitués de matchs aux résultats prédéterminés par les scénaristes de la TNA. Ces rencontres sont justifiées par des storylines - une rivalité avec un catcheur, la plupart du temps - ou par des qualifications survenues dans les émissions de la TNA telles que TNA Xplosion et TNA Impact!. Tous les catcheurs possèdent un gimmick, c'est-à-dire qu'ils incarnent un personnage face (gentil), heel (méchant) ou tweener (neutre, apprécié du public), qui évolue au fil des rencontres. Un pay-per-view comme Slammiversary est donc un évènement tournant pour les différentes storylines en cours.

## Matchs de la soirée
- King of the Mountain match pour le TNA World Heavyweight Championship : Samoa Joe (c) vs. Robert Roode vs. Booker T vs. Rhino vs. Christian Cage
  - Kevin Nash est l'arbitre[1]
- Pour le TNA X Division Championship : Petey Williams (c) vs. Kaz[1]
- A.J. Styles vs. Kurt Angle[1]
- Pour le TNA World Tag Team Championship : Latin American Exchange (Homicide t Hernandez) (w/ Salinas & Hector Guerrero) (c) vs. Team 3D (Brother Ray et Brother Devon)[1]
- The Beautiful People (Angelina Love et Velvet Sky) et Mickie Knuckles vs. Gail Kim, O.D.B. et Roxxi[1]
- Pour le Awesome Kong's $25,000 Fan Challenge : Awesome Kong vs. Serena Deeb[1]

| #        | Résultats | Stipulations | Temps |
| -------- | --- | --- | ----- |
| Pré-show | Motor City Machine Guns (Alex Shelley et Chris Sabin) battent Lance Hoyt & Johnny Devine                                             | Tag team match | N/A   |
| 1        | Petey Williams (c) (avec Scott Steiner et Rhaka Khan) bat Kaz                                                                        | Match simple pour le TNA X Division Championship                                                                         | 15:19 |
| 2        | Gail Kim, ODB et Roxxi Laveaux battent The Beautiful People (Angelina Love & Velvet Sky) & Moose                                     | Six-woman tag team match                                                                                                 | 10:14 |
| 3        | The Latin American Xchange (Homicide & Hernandez) (avec Salinas & Hector Guerrero) (c) battent Team 3D (Brother Ray & Brother Devon) | Match par équipe pour le TNA World Tag Team Championship                                                                 | 15:00 |
| 4        | Awesome Kong (avec Raisha Saeed) bat Serena Deeb                                                                                     | $25,000 Fan Challenge | 02:26 |
| 5        | Awesome Kong (avec Raisha Saeed) bat Josie Robinson                                                                                  | $25,000 Fan Challenge | 01:42 |
| 6        | A.J. Styles bat Kurt Angle (avec Tomko)                                                                                              | Match simple | 22:44 |
| 7        | Samoa Joe (c) bat Robert Roode, Booker T, Rhino & Christian Cage                                                                     | King of the Mountain match pour le TNA World Heavyweight Championship avec Kevin Nash comme Invité spécial comme Arbitre | 19:49 |

### King of the Mountain match
| Qualification # | Catcheur       | Catcheur qui a effectué le tombé | Méthode                                            |
| --------------- | -------------- | -------------------------------- | -------------------------------------------------- |
| 1               | Booker T       | Rhino                            | Tombé après un Book End.                           |
| 2               | Robert Roode   | Christian Cage                   | Tombé après un steel chair d'une échelle.          |
| 3               | Rhino          | Robert Roode                     | Tombé après un roll-up                             |
| 4               | Christian Cage | Booker T                         | Tombé après un Frog splash.                        |
| 5               | Samoa Joe      | Robert Roode                     | Tombé après un Muscle Buster                       |
| Gagnant         | Samoa Joe      | Samoa Joe                        | Accroché la ceinture et remporte donc la victoire. |